# Prohořívací kotel

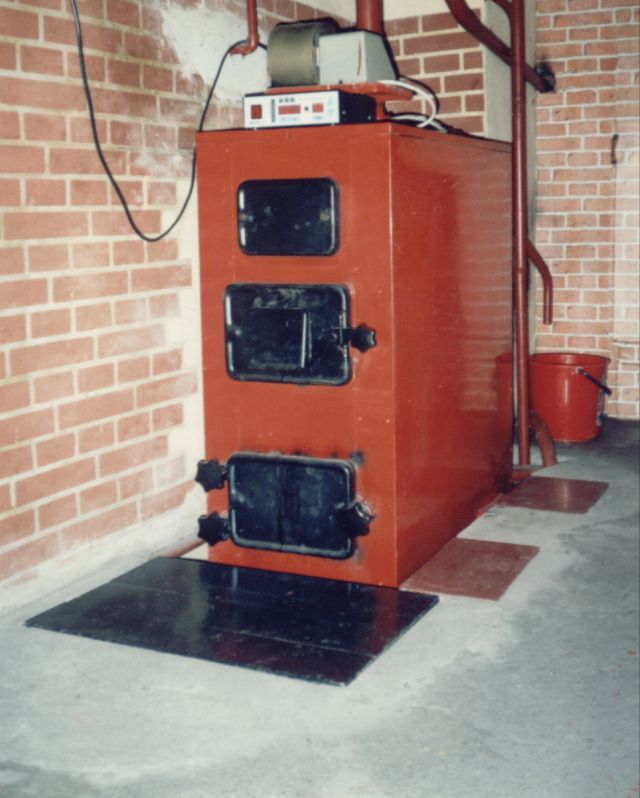
Kotel na tuhá paliva

Prohořívací kotel je druh topného kotle který funguje na principu spalování paliva prohoříváním (oheň prochází palivem zespodu nahoru). Průběh spalování je následující: Po přiložení paliva (obvykle po velkých dávkách) všechen oheň prochází přiloženým palivem. To se musí vysušit, ohřát, uvolnit prchlavá hořlavina a dohořet zbylé odplyněné uhlí. Tento kotel dnes využívá asi 40 % domácností. Je neekologický a neekonomický hlavně z toho důvodu že po přiložení paliva (většinou uhlí) se oheň zadusí a z komína vychází velké množství kouře a emisí; v tom případě není v kotli předáváno maximum tepla topné soustavě budovy a po rozhoření už dříve přiloženého paliva se kotel na určitou dobu tak rozehřeje, že teplo tzv. vylétne komínem. Tzn. že v první chvíli palivo nehřeje a po chvilkovém rozhoření se teplo nepředá, takže se musí přikládat znovu a celý cyklus se opakuje dokola. Proto je u prohořívacího kotle důležitá správná obsluha: vždy přikládat jen tolik paliva, aby se oheň nedusil a aby nekouřil.
Lidé tento kotel volí hlavně kvůli jeho nízké ceně a také proto že je to tzv. všepal, takže kotel, co hodně vydrží a v podstatě dokáže spálit skoro vše od uhlí až po komunální odpad. Ve většině případů je vyroben z litiny.